# Antirussländische separatistische Bewegung
Die „Antirussländische separatistische Bewegung“ ist in Russland eine juristische Fiktion („eine Erfindung, ein Konstrukt“), welche 2024 vom Justizministeriums der Russischen Föderation und vom Verfassungsgericht Russlands eingeführt wurde, um verschiedene Organisationen und Einzelpersonen als „extremistisch“ einzustufen. Das vollständige Nomen proprium der juristischen Fiktion lautet:

Международное общественное движение по разрушению многонационального единства и территориальной целостности России «Антироссийское сепаратистское движение» и его структурные подразделения

(Meschdunarodnoje obschtschestwennoje dwischenije po pasruscheniju mnowonazionalnowo jedinstwa i territorialnoi zelostnosti Rossii „Antirossiskoje separatistkoje dwischenije“ i ewo strukturnyje podrasdelenija)

„Internationale öffentliche Bewegung zur Zerstörung der multinationalen Einheit und der territorialen Integrität Russlands »Antirussländische separatistische Bewegung« und ihre strukturellen Untergliederungen“.
Die Redakteure und Autoren der Zeitschrift Osteuropa erachten die juristische Fiktion als „Grundlage für strafrechtliche Verfolgung“ und als weiteren „Angriff des immer repressiver agierenden Moskauer Regimes auf die Freiheit der Wissenschaft“. Dabei sei das eigentliche Ziel die Repression von Organisationen und Einzelpersonen der indigenen Völker Russlands.

## Geschichte
Die Entwicklung der „Antirussländischen separatistischen Bewegung“ als juristische Fiktion erfolgte in mehreren Schritten:
- Das Justizministeriums der Russischen Föderation stellte am 17. April 2024 einen Antrag an das Verfassungsgericht Russlands, eine Liste der „extremistischen Organisationen“ zu erstellen. Diese wurde am 7. Juni 2024 veröffentlicht, umfasst Stand Oktober 2024 insgesamt 110 Listeneinträge, darunter als № 109 eine „rein technische“[3], fiktive „Antirussländische separatistische Bewegung“, womit auf dem Territorium der Russischen Föderation eine „Bewegung“ als „extremistisch“ klassifiziert und gleichsam verboten wurde, obschon sie in der Vergangenheit nicht existierte und in der Realität bis heute nicht existiert.
- Am 25. Juli 2024 aktualisierte das russische Justizministerium die ursprüngliche Liste und bildete unter der № 109 die vorgeblichen strukturellen Untergliederungen der juristischen Fiktion ab;[4] in diesem Zusammenhang wurde eine zweite Liste mit 55, inkohärent ausgewählten „Mitgliedern“ veröffentlicht, die alle der fiktiven „Antirussländischen separatistischen Bewegung“ angehören sollen.[3] In den meisten Fällen handelt es sich bei den Aufgelisteten um „zivilgesellschaftliche Organisationen, die für elementare Freiheiten und Menschenrechte eintreten[,]“[2] beziehungsweise „um Vereinigungen indigener Völker oder um Verbände von einigen der über 100 Nationen und Nationalitäten“ des Vielvölkerstaates Russland.[1] Nach dem Osteuropahistoriker, Slawisten und Politikwissenschaftler Johannes Rohr ist diese Liste weder alphabetisch geordnet noch ist ein anderes Ordnungsprinzip erkennbar: „Es ist alles andere als unwahrscheinlich, dass die Reihenfolge wie die gesamte Liste einfach Ausdruck totaler bürokratischer Willkür ist“.[2]

Diese schrittweise Entwicklung zeigt, dass die russischen Behörden systematisch die Fiktion der „Antirussischen separatistischen Bewegung“ geschaffen haben, um nicht 55 separate rechtsstaatliche Gerichtsurteile zu fällen, sondern in einem einzigen Rechtsverfahren alle Aktivitäten aller Gelisteten auf dem Territorium der Russischen Föderation pauschal zu verbieten.

### Betroffene deutsche Gesellschaft
Nach den russischen Justizbehörden ist die Deutsche Gesellschaft für Osteuropakunde e. V. (DGO) seit dem 1. März 2024 eine „unerwünschte Organisation“ in Russland; seit dem 25. Juli 2024 wird sie zusätzlich als „extremistische Organisation“ beziehungsweise als Teil der fiktiven Antirussländischen separatistischen Bewegung eingestuft. Dieses Verdikt trifft auch die Personen, die im Zusammenhang mit den Fachzeitschriften Osteuropa-Recht und der Osteuropa stehen, das sind die Fach-/Wissenschaftszeitschriften, die die DGO herausgibt: „Dass die DGO (auf den Listen der extremistischen Organisationen) gelandet ist, dürfte mit dem Osteuropa-Band »Bodenprobe« zu tun haben“, in dem wissenschaftlich analysiert wird, „welche Rückwirkungen Russlands Krieg gegen die Ukraine auf die Kohäsion der Föderation hat“. Die Einstufung der DGO als „extremistische Organisation“ löste weitreichende Reaktionen in der deutschen Wissenschaftsgemeinschaft aus. Zahlreiche Institutionen, darunter die Stiftung Wissenschaft und Politik (SWP), das Leibniz-Institut für Friedens- und Konfliktforschung (PRIF), die Heinrich-Böll-Stiftung, die Deutsche Gesellschaft für Soziologie und der Verband der deutschen Slavistik, veröffentlichten Stellungnahmen, in denen sie die Einstufung als unbegründet zurückwiesen und als Angriff auf die Wissenschaftsfreiheit verurteilten. Die Frankfurter Allgemeine Zeitung bezeichnete das Vorgehen als „Repression über Grenzen hinweg“ und zog Parallelen zum Stalinismus. Die DGO selbst wies die Vorwürfe zurück und prüft rechtliche Schritte.

## Strafrechtliche Folgen
Die Etablierung der juristischen Fiktion hat weitreichende Konsequenzen für alle Personen, die auf die eine oder andere Weise mit einem der 55 Listenmitglieder zusammenarbeiten. Bei Einreise nach Russland droht Verhaftung und strafrechtliche Verfolgung:

„Die Mitgliedschaft in, die Finanzierung von oder die Zusammenarbeit mit einer solchen Organisation kann nach russischer Gesetzgebung – insbesondere § 282.2 Strafgesetzbuch der Russischen Föderation »Organisation der Aktivitäten einer extremistischen Organisation« – mit einer Haftstrafe von bis zu zwölf Jahren geahndet werden. Die Strafverfolgung beschränkt sich nicht auf russische Staatsbürger*innen.“

Es besteht demnach eine signifikante Gefährdungslage für eine beträchtliche Anzahl von Personen:

„Anders als bei der Einstufung als »ausländischer Agent« oder »unerwünschte Organisation« geht es unmittelbar um einen Straftatbestand. Und wer aufgrund noch so absurder Anschuldigungen in die Fänge der »Justiz« geraten ist, hat natürlich keine Chance, ihr ohne Schuldspruch wieder zu entkommen. Freisprüche sind praktisch unmöglich, sie werden als Versagen gewertet.“

## Kritik
Die Kategorisierung von 55 „Mitgliedern“ in einer Liste unter einer juristischen Fiktion namens „Antirussländische separatistische Bewegung“ wird als Versuch gewertet, die Gelisteten zu kriminalisieren und deren Meinungsfreiheit einzuschränken. Das Internationale Komitee Indigener Völker Russlands verurteilte diese Kriminalisierung in einem Appell an UN-Generalsekretär António Guterres als eklatanten Verstoß gegen das Völkerrecht.